# ورزشگاه المپیک صفرمراد ترکمن‌باشی
ورزشگاه المپیک صفرمراد ترکمن‌باشی (ترکمنی: Saparmyrat Türkmenbaşy adyndaky Olimpiýa Stadiony) یک ورزشگاه فوتبال در عشق‌آباد، ترکمنستان است.
این ورزشگاه که در سال ۲۰۰۳ تأسیس شده دارای ۴۵٬۰۰۰ نفر ظرفیت می‌باشد.